# Crataegus venusta
Crataegus venusta es una especie de planta del género Crataegus, perteneciente a la familia Rosaceae.

## Taxonomía
Crataegus venusta fue descrita por Chauncey Delos Beadle en 1900.

## Distribución
Se encuentra en el territorio sudeste de Estados Unidos hasta Texas.